# جيورجي شيليا
جيورجي شيليا (بالروسية: Гиорги Леванович Шелия)‏ (11 ديسمبر 1988 بموسكو في روسيا - ) هو لاعب كرة قدم روسي في مركز حراسة المرمى. لعب مع بالتيكا كالينينغراد ونادي أوفا ودينامو بريانسك ونادي ينيسي كراسنويارسك ‏.

## وصلات خارجية
- جيورجي شيليا على موقع قاعدة بيانات كرة القدم.إي يو (الإنجليزية)
- جيورجي شيليا على موقع Soccerway.com (الإنجليزية)
- جيورجي شيليا على موقع عالم كرة القدم.نت (الإنجليزية)